# Casselton
Casselton és una població dels Estats Units a l'estat de Dakota del Nord. Segons el cens del 2000 tenia 1.855 habitants.

## Demografia
Segons el cens del 2000, Casselton tenia 1.855 habitants, 702 habitatges, i 509 famílies. La densitat de població era de 508 hab./km².
Dels 702 habitatges en un 40,7% hi vivien nens de menys de 18 anys, en un 63% hi vivien parelles casades, en un 6,4% dones solteres, i en un 27,4% no eren unitats familiars. En el 24,2% dels habitatges hi vivien persones soles el 10,1% de les quals corresponia a persones de 65 anys o més que vivien soles. El nombre mitjà de persones vivint en cada habitatge era de 2,64 i el nombre mitjà de persones que vivien en cada família era de 3,16.
Per edats la població es repartia de la següent manera: un 31,6% tenia menys de 18 anys, un 5,9% entre 18 i 24, un 30,5% entre 25 i 44, un 20,2% de 45 a 60 i un 11,8% 65 anys o més.
L'edat mediana era de 34 anys. Per cada 100 dones de 18 o més anys hi havia 101,9 homes.
La renda mediana per habitatge era de 43.259 $ i la renda mediana per família de 49.567 $. Els homes tenien una renda mediana de 32.063 $ mentre que les dones 22.614 $. La renda per capita de la població era de 18.248 $. Entorn del 2,6% de les famílies i el 5,3% de la població estaven per davall del llindar de pobresa.

## Poblacions més properes
El següent diagrama mostra les poblacions més properes.